# Schweinemarkt (Schwerin)

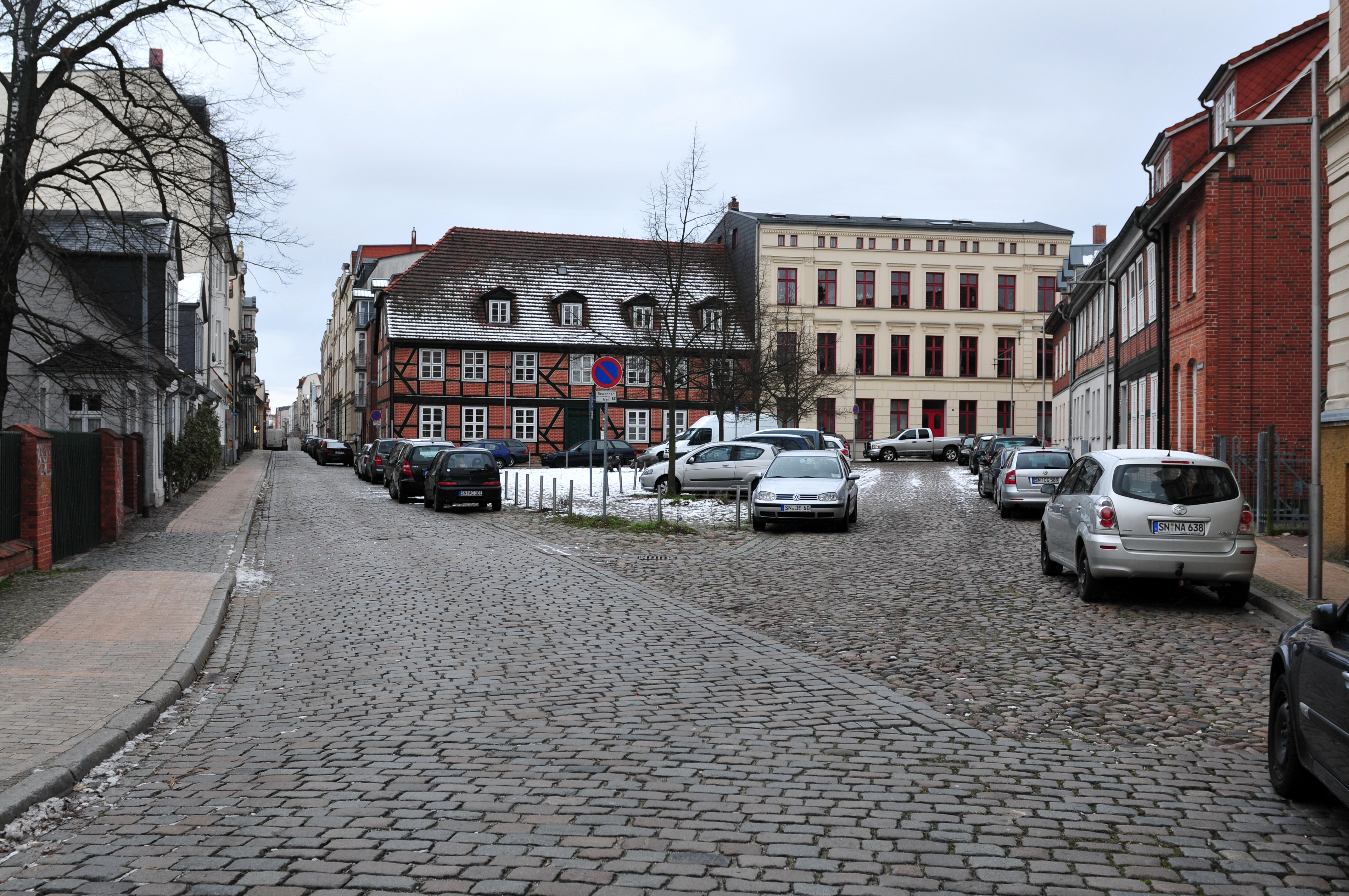
Schweinemarkt und Landreiterstraße

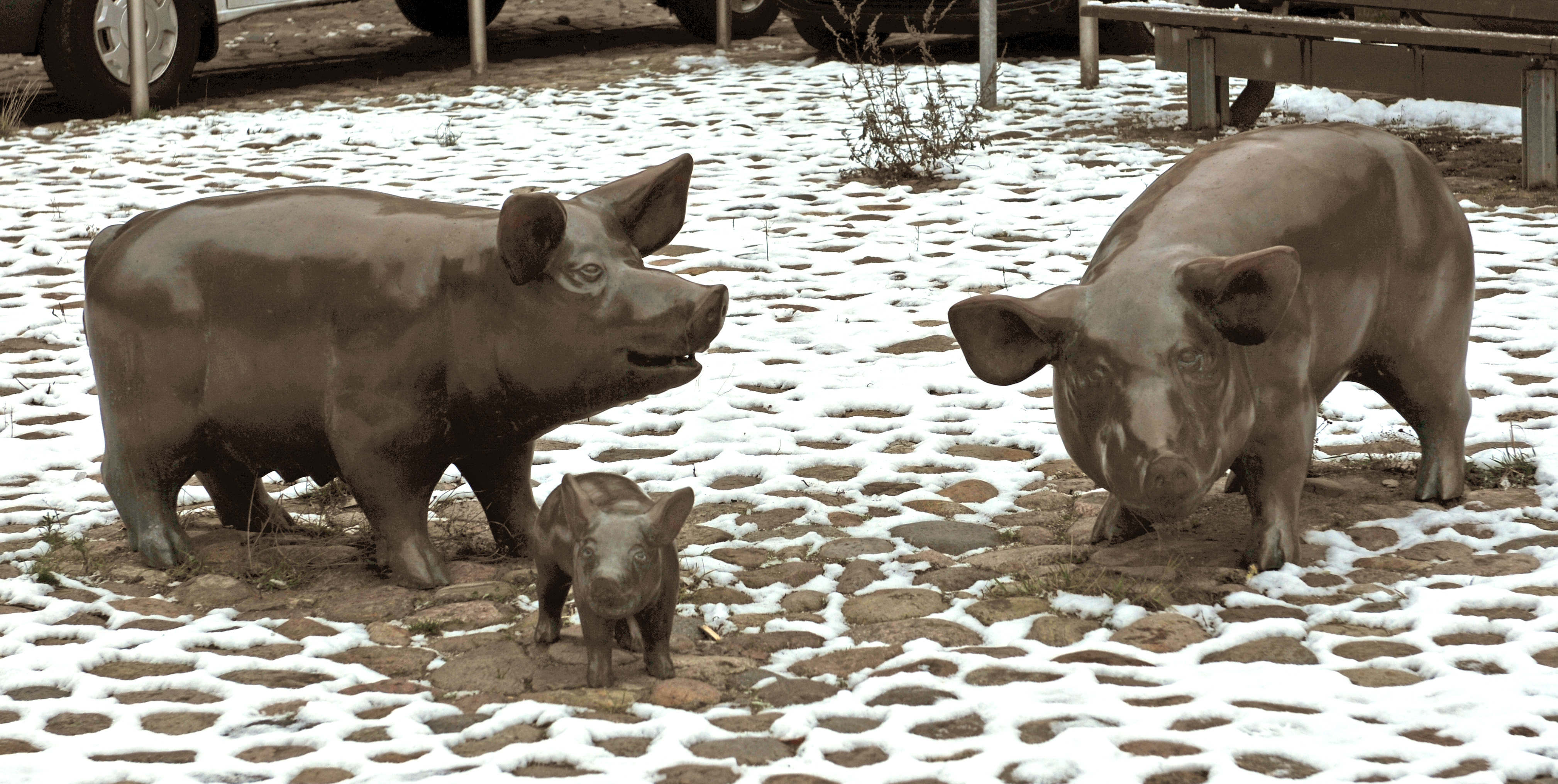
Schweineskulptur

Der Schweinemarkt ist ein dreieckiger historischer Platz in Schwerin im Norden der Schelfstadt.

## Nebenstraßen
Die Neben- und Anschlussstraßen wurden benannt als Apothekerstraße im 18. Jh. nach den Apothekergärten des altstädtischen Apothekers, August-Bebel-Straße nach 1945 nach dem Politiker (SPD) August Bebel (1840–1913), Begründer der deutschen Sozialdemokratie (zuvor Marie Straße), Spieltordamm nach dem  mitteldeutschen Wort Spiel für Pfähle, die hier am Damm um den Pfaffenteich zum Einsatz kamen und dem Spieltor als Wach- und Torschreiberhaus von 1710 bis 1816, Landreiterstraße nach den früheren Landreitern als Gendarmen.

## Geschichte

### Name
Der Platz wurde 1844 benannt nach der neuen Funktion als Schweinemarkt. Im 18. Jahrhundert war hier noch der Vieh- und Pferdemarkt.

### Entwicklung

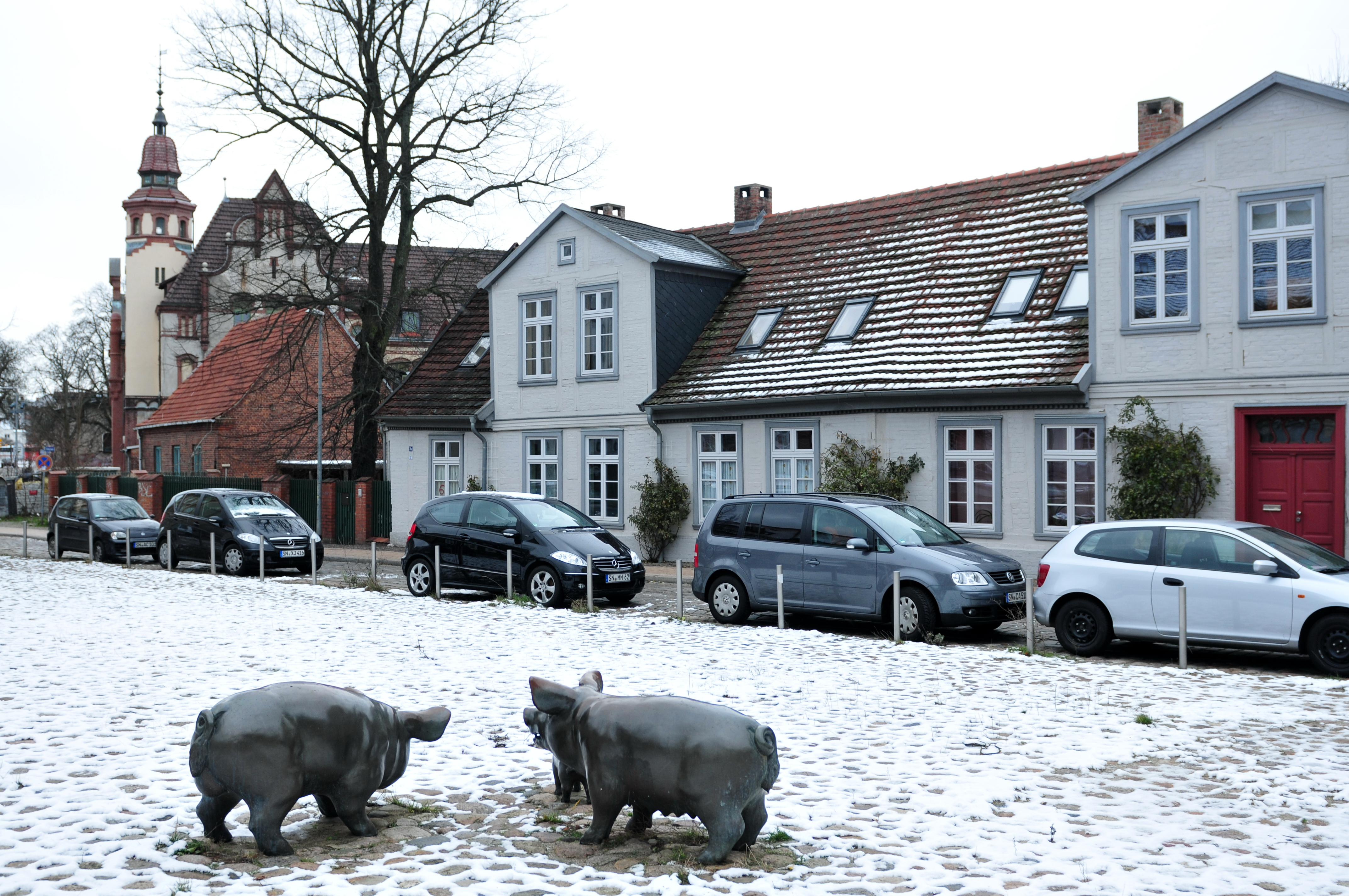
Nr. 2, 2a, Spieltordamm

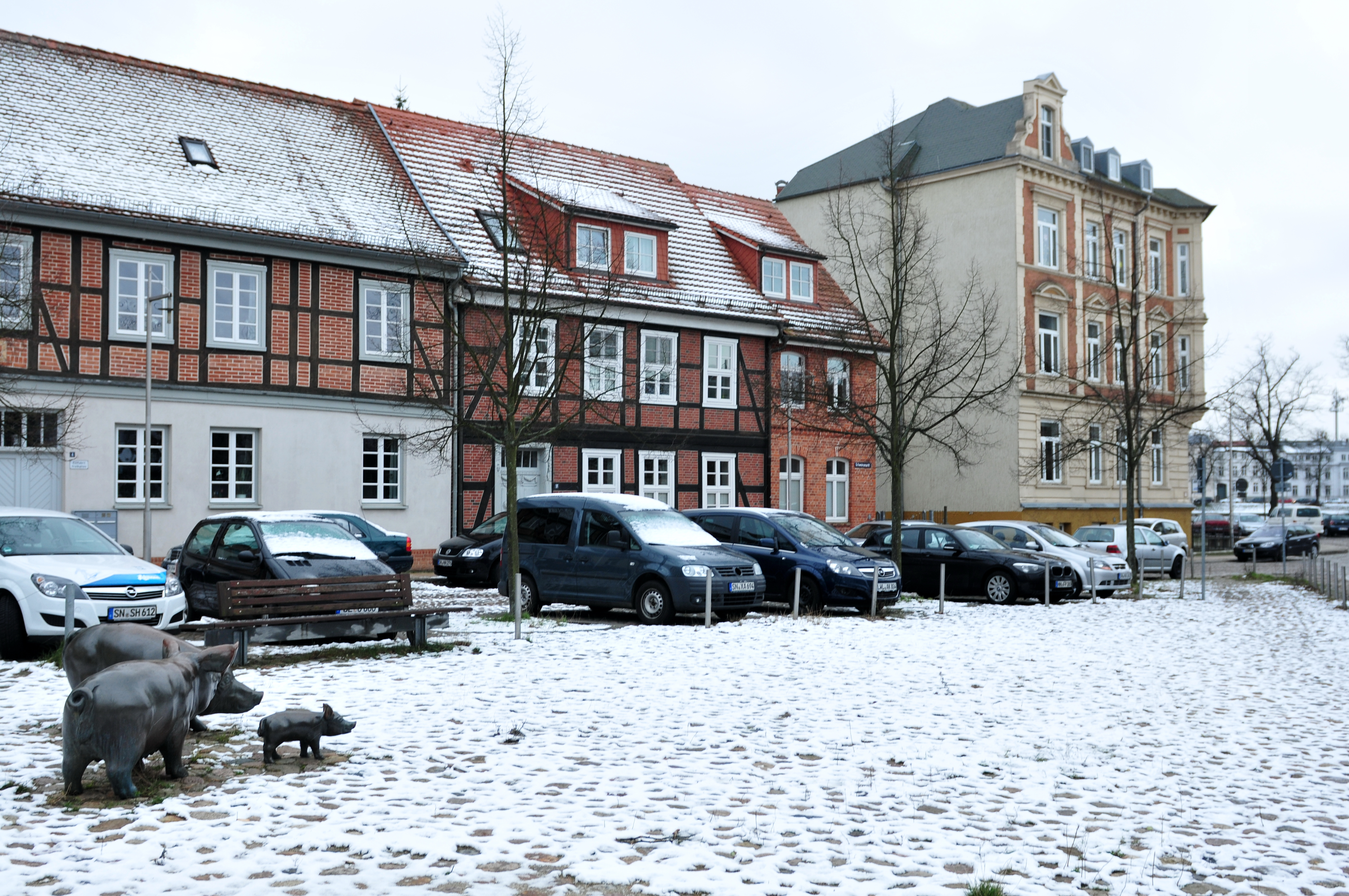
Nr. 6, 7, 7a vor Sanierung

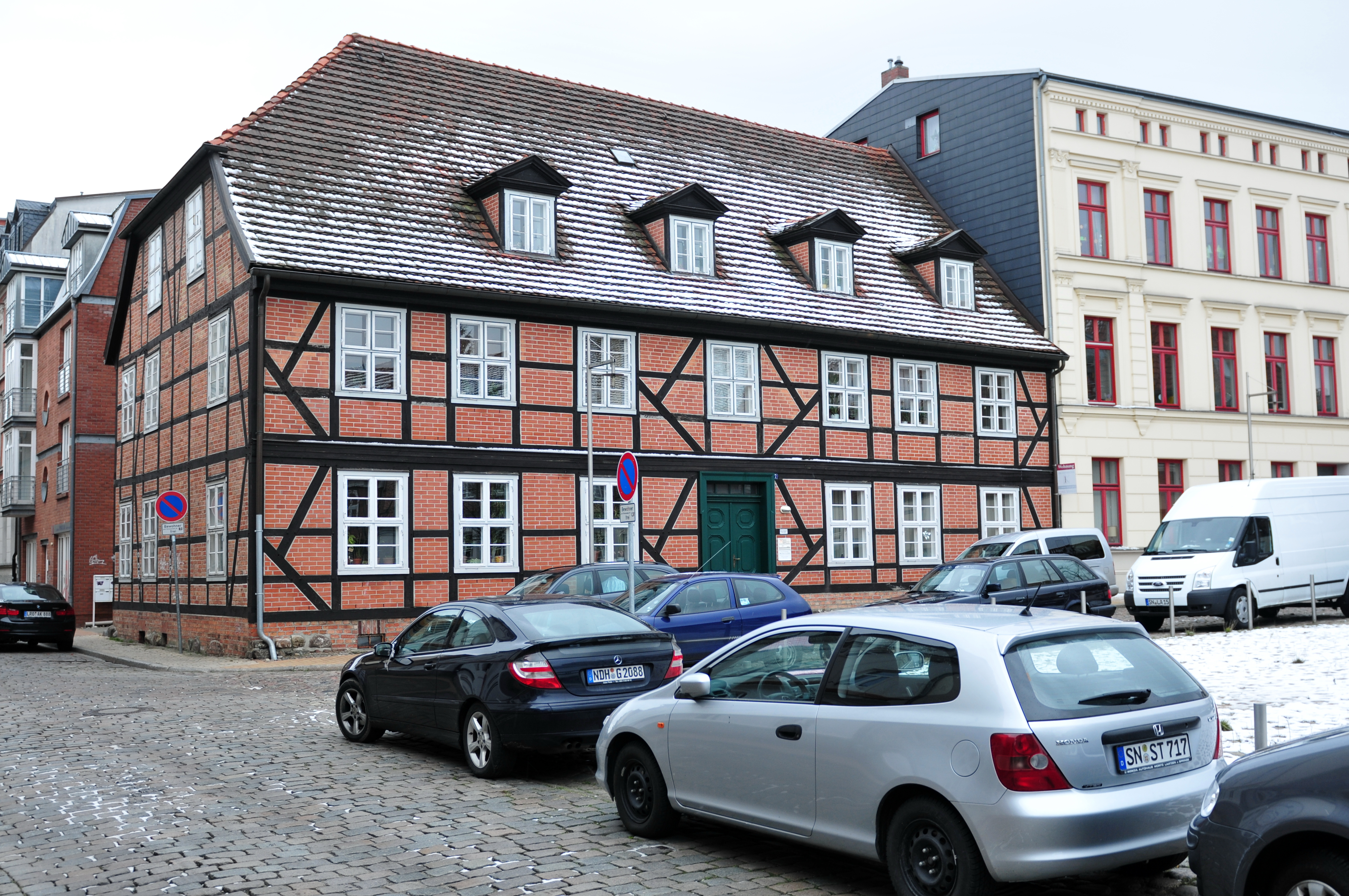
Nr. 6 und 7, saniert

Die Schelfstadt, ursprünglich die Schelfe, seit 1349 auch Neustadt, entwickelte sich seit dem 11. Jahrhundert als zunächst selbstständiger Ort und ab 1705 als Stadt.
Im 18. Jahrhundert war hier der bedeutsame Vieh- und Pferdemarkt. Um den Platz standen verschiedene Ausspann- und Beherbergungsstätten. Seit der Mitte des 18. Jahrhunderts war der Platz gepflastert. 1844 wurde der Platz zum Schweinemarkt. Um den Platz entstanden die erhaltenen 1- und 2-geschossigen Wohnhäuser, von denen einige etwas später aufgestockt wurden.
Die selbstständige Schelfstadt wurde 1832 mit der Altstadt Schwerin vereinigt. Nachdem 1837 Großherzog Paul Friedrich den herzoglichen Hof von Ludwigslust nach Schwerin verlegt hatte, erweiterte sich die Stadt auch nach Norden. Vor 1840 reichten die Gärten der Apothekerstraße noch bis zum Pfaffenteich. Der Platz hatte um 1970 noch verschiedene rechteckige Hochbeete.
Im Rahmen der Städtebauförderung wurde die Schelfstadt Sanierungsgebiet. 1994/95 erfolgte die Sanierung des Platzes zugleich mit der Sanierung aller Häuser.
Verkehrlich wird der Platz durch die Buslinie 11 der Nahverkehr Schwerin GmbH (NVS) erschlossen.

## Gebäude, Anlagen (Auswahl)

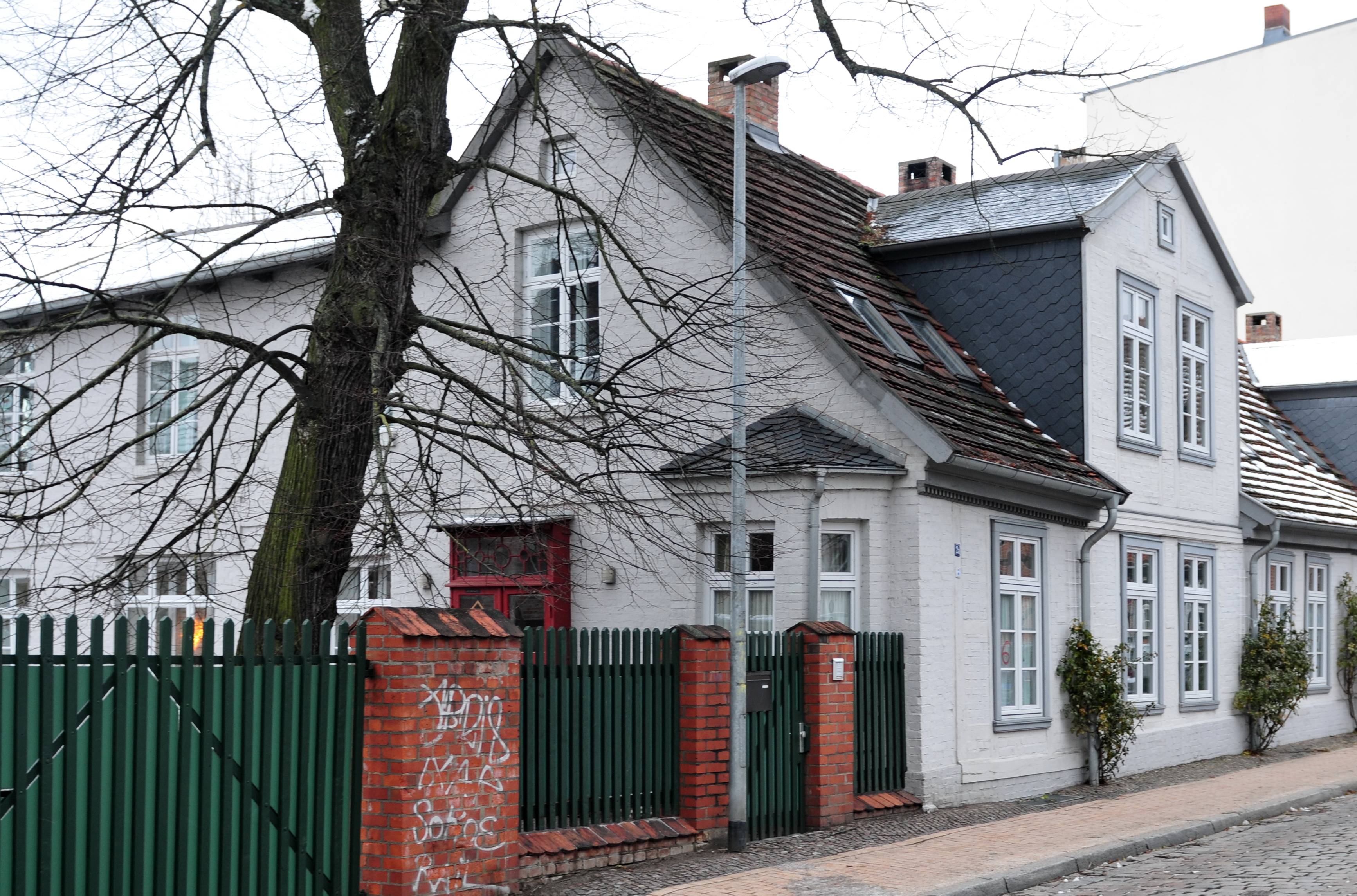
Nr. 2a

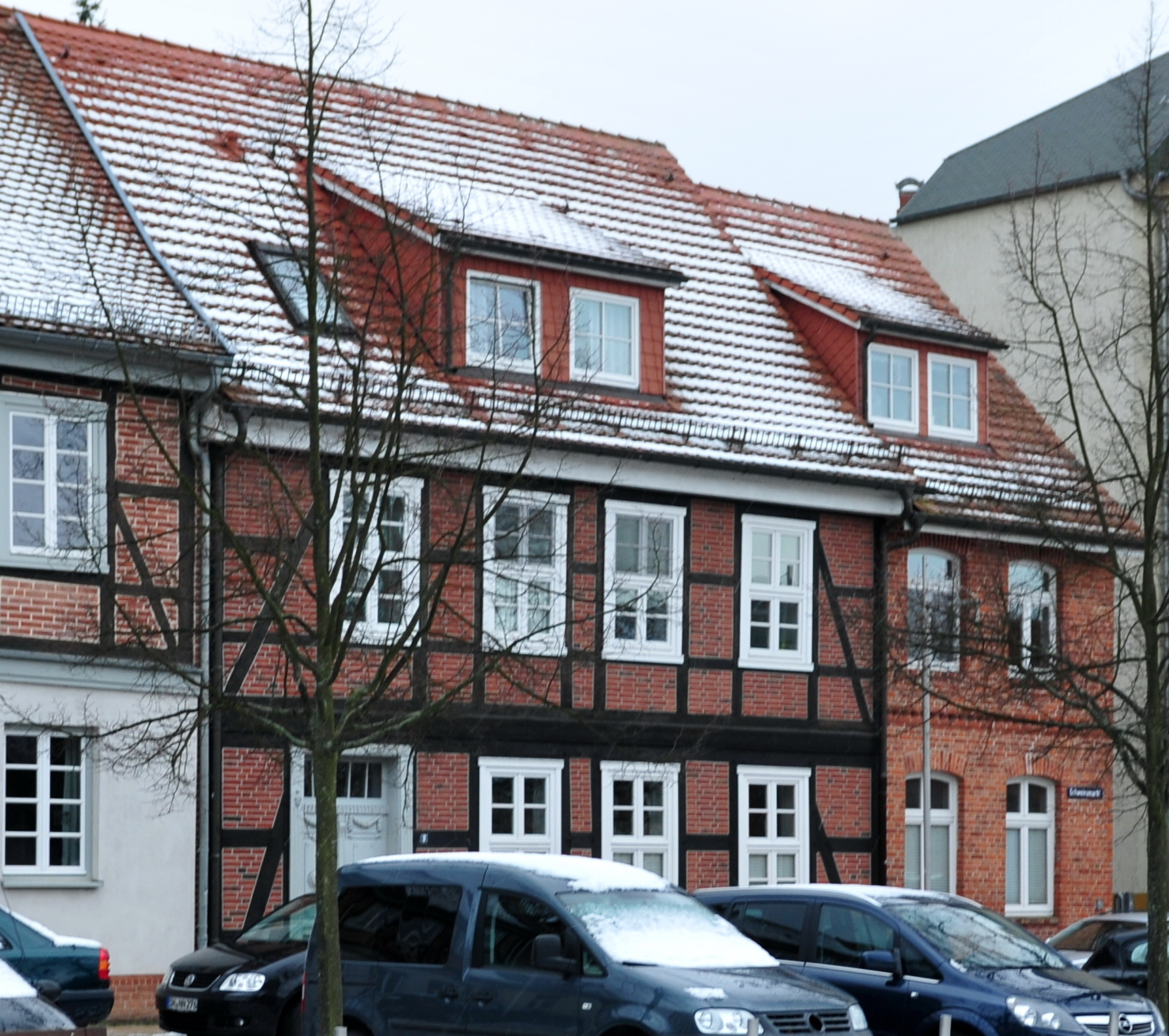
Nr. 3

Am Platz stehen zumeist ein- bis dreigeschossige Gebäude. Die mit (D) gekennzeichneten Häuser stehen unter Denkmalschutz.
- Platzpflaster aus erhaltenen Feldsteinen als sogenannte Lesesteine (D), saniert 1994/95; Bürgersteige wie in Schwerin üblich mit gelben Klinkern, Lindenbeplanzung zur Fahrbahn[2]
- Nr. 1: 4-gesch. verputztes Wohnhaus mit Eck-Erkern
- Nr. 2: 2-gesch. Wohnhaus (D) mit Fachwerk und 2-gesch. Zwerchhaus
- Nr. 2a: 1-gesch. Wohnhaus und Hofgebäude (D) mit 2-gesch. Zwerchhaus
- Nr. 3: 2-gesch. Wohnhaus von um 1850 (D) mit Fachwerk
- Nr. 4: 2-gesch. Wohnhaus von um 1850 mit Fachwerk; das Obergeschoss entstand 1860, das Erdgeschoss erhielt 1950 massive Wände; 1999 saniert[3]
- Nr. 5: 2-gesch. Wohnhaus mit Fachwerk im Obergeschoss
- Nr. 6: 3-gesch. Wohnhaus mit Mezzaningeschoss
- Nr. 7: 2-gesch. Wohnhaus (D) mit Fachwerk und Krüppelwalmdach, saniert 1995
- Eckhaus zur August-Bebel-Straße 32/33: 3-gesch. verklinkertes Wohnhaus (D) im Stil der Gründerzeit mit zwei prägenden Erkern
- Spieltordamm Nr. 1: 1-gesch. Wohnhaus mit 2-gesch. verklinkertem Hofschuppen in Fachwerk
- Spieltordamm Nr. 5: 2- und 3-gesch. vielförmiges ehem. Städtisches Elektrizitätswerk (D) im Stil der Neorenaissance mit Maschinenhalle und Verwaltungstrakt; heute seit 1998: Spielstätte des Staatstheaters, der Puppenbühne und der Fritz-Reuter-Bühne sowie Kunstverein Schwerin

### Denkmale, Gedenken
- Bronzeskulptur Sauengruppe mit Ferkel, 1995 von Hans-Werner Könecke
- Stolpersteine Schwerin bei Gebäude
  - Nr. 4: Für Ulla Hirsch (1883–1942 ermordet in Auschwitz)

## Literatur

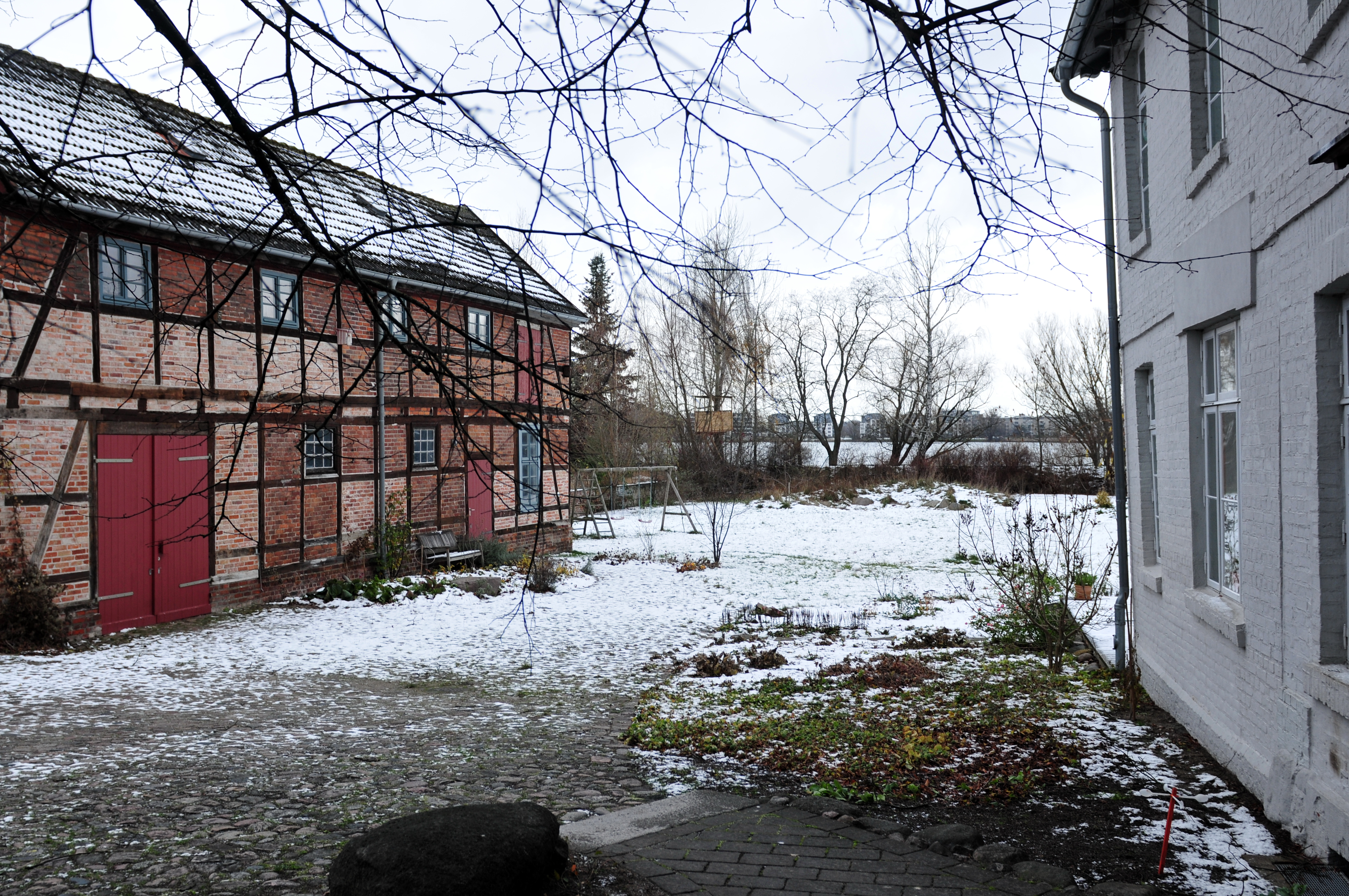
Hofschuppen
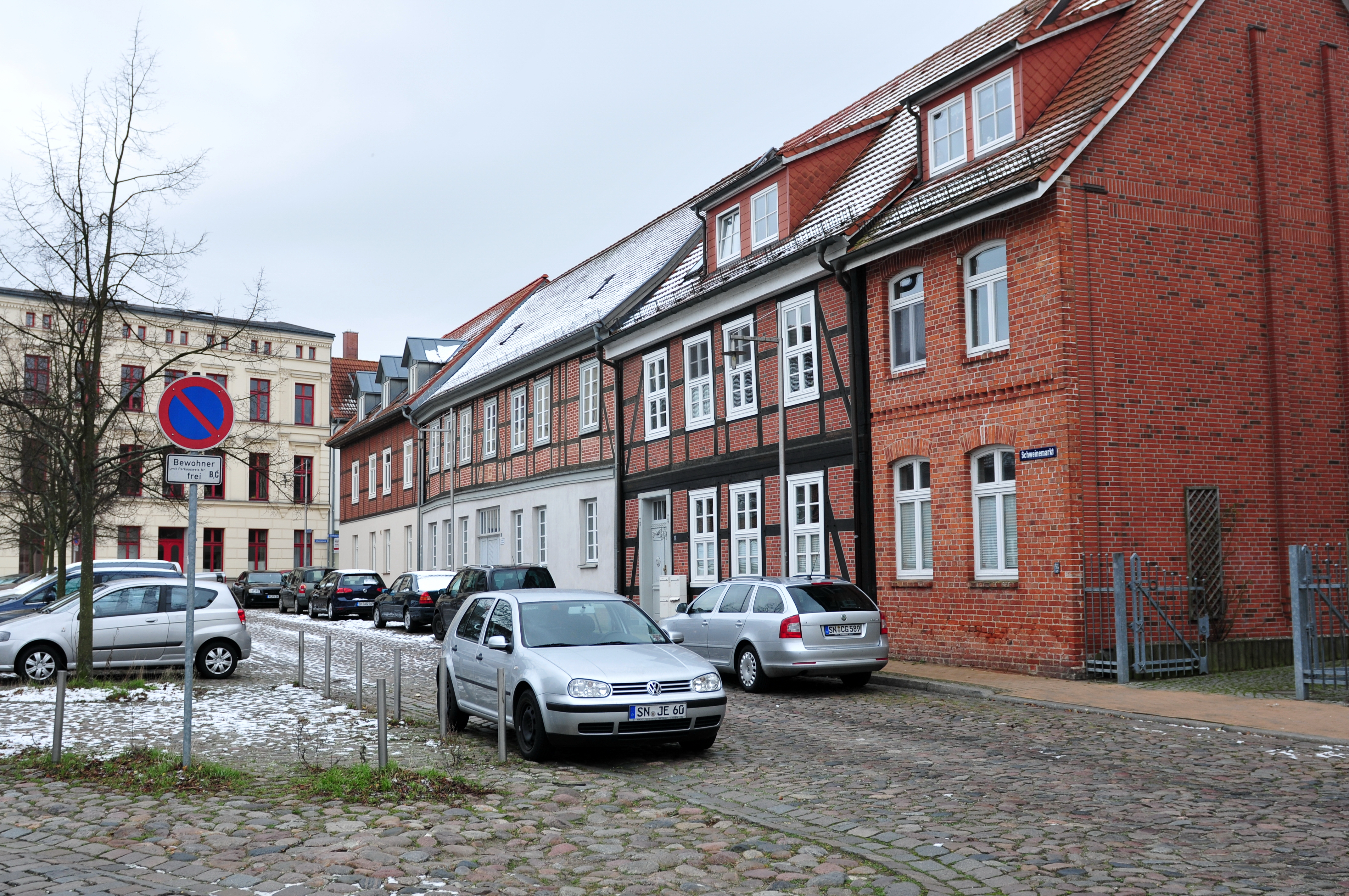
Südseite, Nr. 3–5
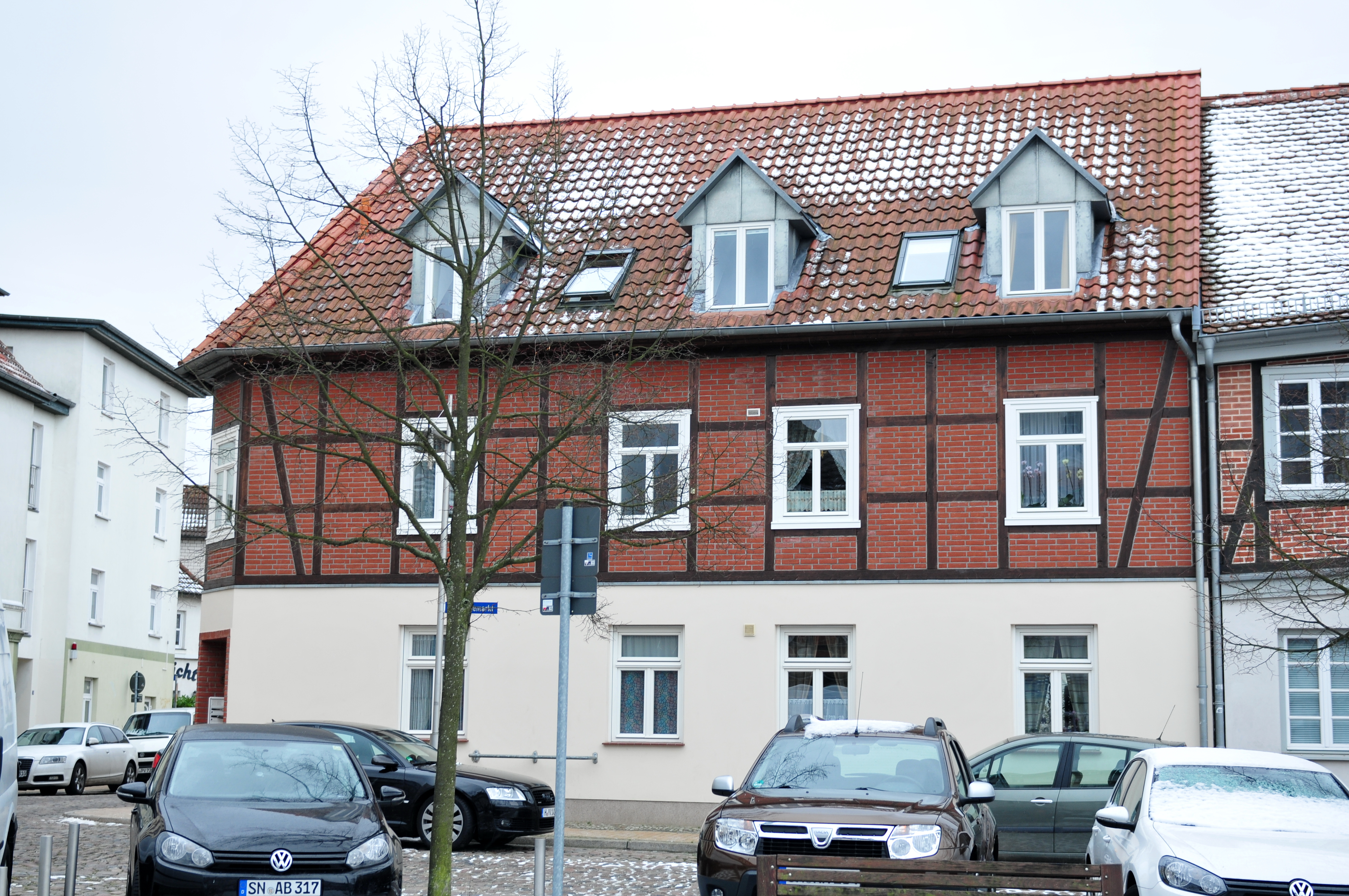
Nr. 5
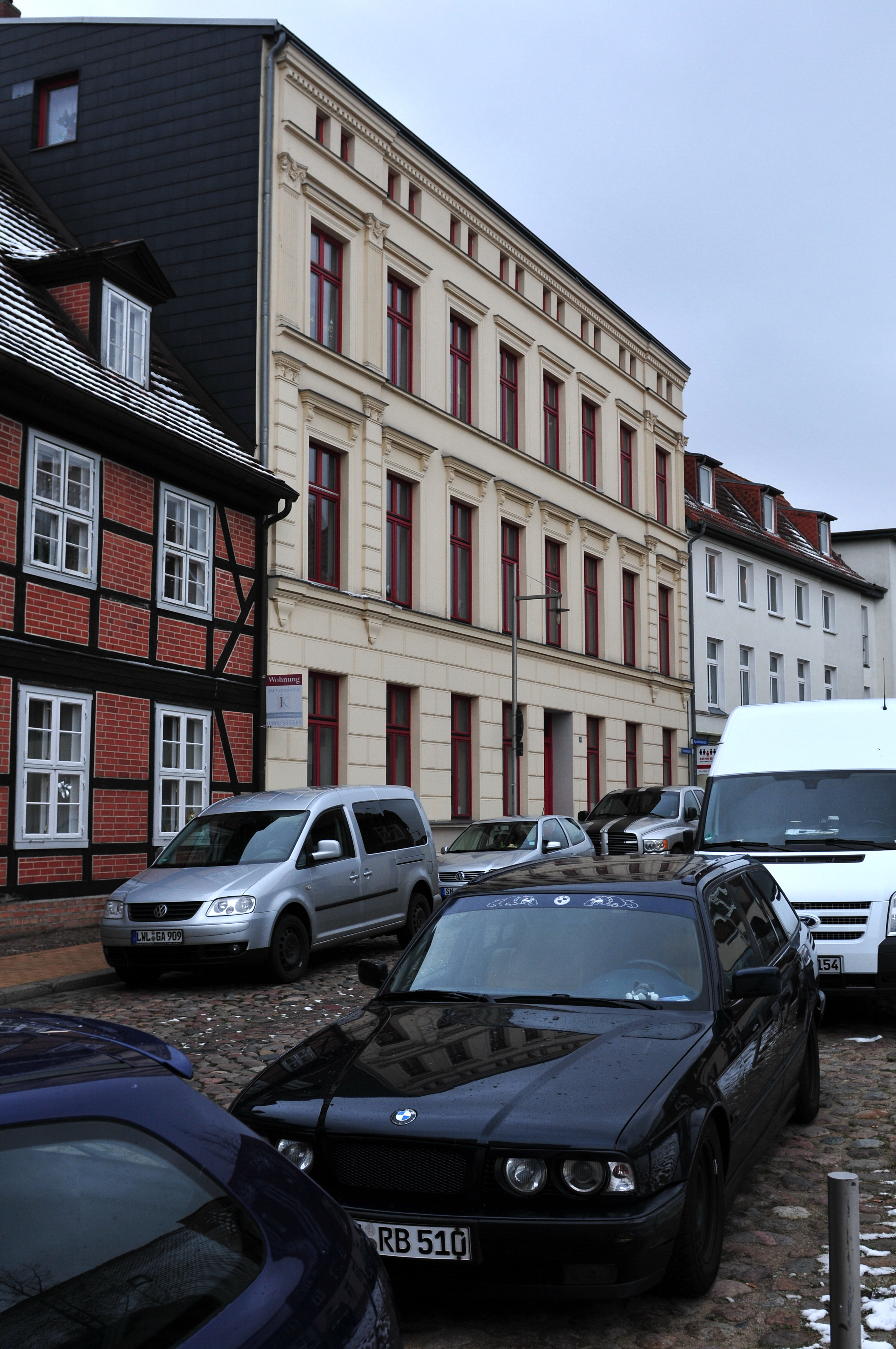
Ostseite, Nr. 6